# Лугинки
Лугинки́ — село в Україні, у Коростенському районі Житомирської області. Кількість населення становить 417 осіб (2001).

## Географія
Селом протікає річка Безіменна, права притока Жерева.

## Історія
У 1906 році — село Лугинської волості Овруцького повіту Волинської губернії. Відстань від повітового міста 47 верст. Дворів 111, мешканців 480.
У 1941—54 роках — адміністративний центр Лугинківської сільської ради Лугинського району Житомирської області.